# Pi Capricorni
Pi Capricorni (π Capricorni, förkortat Pi Cap, π Cap) som är stjärnans Bayerbeteckning, är en trippelstjärna belägen i den nordvästra delen av stjärnbilden Stenbocken och har det traditionella namnet Okul eller Oculus, som betyder öga på latin. Den har en skenbar magnitud på 5,096 och är synlig för blotta ögat där ljusföroreningar ej förekommer. Baserat på parallaxmätning inom Hipparcosuppdraget på ca 6,0 mas, beräknas den befinna sig på ett avstånd av ca 550 ljusår (ca 170 parsek) från solen.

## Egenskaper
Primarstjärnan Pi Capricorni A, är en spektroskopisk dubbelstjärna vars två komponenter är separerade med 0,1 bågsekunder. Den ljusare av de två, Pi Capricorni Aa, är en blå till vit ljusstark jättestjärna av spektralklass B8 II-III eller, enligt andra källor, en stjärna i huvudserien av spektralklass B4 V. Den har en massa som är ca 6 gånger större än solens massa och utsänder från dess fotosfär ca 238 gånger mera energi än solen vid en effektiv temperatur på ca 9 620 K.
Den andra följeslagaren, Pi Capricorni B, är en stjärna av 8:e magnituden och separerad med 3,4 bågsekunder från det primära paret.